# NGC 3363
NGC 3363 је спирална галаксија у сазвежђу Лав која се налази на NGC листи објеката дубоког неба.
Деклинација објекта је + 22° 4' 43" а ректасцензија 10h 45m 9,5s. Привидна величина (магнитуда) објекта NGC 3363 износи 13,8 а фотографска магнитуда 14,5. NGC 3363 је још познат и под ознакама UGC 5866, MCG 4-26-2, CGCG 125-3, IRAS 10424+2220, PGC 32089.